# Jan Doležal (atlet)
Jan Doležal (* 6. června 1996 Třebechovice pod Orebem) je český atletický vícebojař.

## Sportovní kariéra
S atletikou začínal v Hradci Králové pod vedením Vítězslava Peruna, dnes závodí za PSK Olymp Praha. Trénoval postupně ve skupině atletů vedené Pavlem Svobodou, dále přešel pod křídla trenéra Luďka Svobody, aby následně zakotvil na nějakou dobu u Josefa Karase.
Jeho prvním mezinárodním úspěchem bylo třetí místo v osmiboji na mistrovství světa do 17 let v Doněcku v roce 2013. O dva roky později se stal juniorským mistrem Evropy v desetiboji. V kategorii dospělých se prosadil v roce 2018. Na světovém halovém šampionátu skončil v sedmiboji devátý, na mistrovství Evropy skončil mezi desetibojaři osmý. Jeho osobní rekord v desetiboji je k červnu 2019 součet 8142 bodů, v halovém sedmiboji 6021 bodů. Po tomto momentu začíná řešit vleklé vrozené zdravotní trable.